# Mesoleptidea flavifrons
Mesoleptidea flavifrons är en stekelart som först beskrevs av Cresson 1864.  Mesoleptidea flavifrons ingår i släktet Mesoleptidea och familjen brokparasitsteklar. Inga underarter finns listade i Catalogue of Life.